# Несполо
Нѐсполо (на италиански: Nespolo, на местен диалект Nèspru, Неспру) е село и община в Централна Италия, провинция Риети, регион Лацио. Разположено е на 886 m надморска височина. Населението на общината е 259 души (към 20120 г.).